# Sint-Martinuskerk (Vaassen)
De Sint-Martinuskerk is de rooms-katholieke kerk in het dorp Vaassen in de Nederlandse provincie Gelderland. De kerk dankt haar naam aan Martinus van Tours, ook wel Sint-Maarten genoemd. De kerk is een rijksmonument.

## Geschiedenis
De kerk werd in 1917 gebouwd als kruisbasiliek naar ontwerp van de architect H. Kroes, als vervanging van een Waterstaatskerk uit 1832. 
De kerk is gebouwd in neogotische stijl.
Ze maakt deel uit van de Sint-Franciscusparochie.